# インジール
インジール（إنجيل injīl）は、アラビア語で福音、福音書、新約聖書を意味する語である。

## イスラム教
イスラム教においては、預言者イーサー（イエス）に下された神（アッラーフ）の啓示の事であり、真性な神とキリスト教徒の共同体（ミッラ）との間に結ばれた契約のひとつであると見なされる。このことから、ムスリム（イスラム教徒）はキリスト教徒のことを指して「インジールの民」と呼ぶこともある。
ムスリムはしばしば誤解されるようにクルアーンのみを啓典としているわけではない。インジールも啓典のひとつとしている。しかし、啓典ではあっても原典は現存しておらず、キリスト教各派によって異同があることから、神の言葉をそのまま写し取ったものではないと考えており、神の言葉を啓示されたそのままに伝えるクルアーンに比べて劣ったものと見なす傾向がある。
また、クルアーンはアラビア語によるアラブ人の共同体の啓典であるが、同時に最後の預言者であるムハンマド・イブン＝アブドゥッラーフを通じて全世界の民に下された啓典であり、全世界の民が可能な限りクルアーンを啓典と認めてムスリムの共同体（ウンマ）に加わることがムスリムの大理想とされる。

## キリスト教
キリスト教徒のアラブ人にとって、インジールとは神（アッラーフ）から神の子イエス・キリストに対する啓示・福音あるいは福音書を意味する。